# Tetradenia
Tetradenia  é um gênero botânico da família Lamiaceae

## Espécies
Formado por 59 espécies:
1. Tetradenia acuminata
2. Tetradenia acuminatissima
3. Tetradenia acuta
4. Tetradenia acutivena
5. Tetradenia acuto
6. Tetradenia akoensis
7. Tetradenia aurata
8. Tetradenia barberae
9. Tetradenia baueri
10. Tetradenia boninensis
11. Tetradenia brevispicata
12. Tetradenia brideliifolia
13. Tetradenia clarissae
14. Tetradenia clementiana
15. Tetradenia consimilis
16. Tetradenia cordata
17. Tetradenia cuneifolia
18. Tetradenia dolichocarpa
19. Tetradenia falafa
20. Tetradenia foliosa
21. Tetradenia fruticosa
22. Tetradenia furfuracea
23. Tetradenia gilva
24. Tetradenia glabra
25. Tetradenia glauca
26. Tetradenia goudotii
27. Tetradenia hayatae
28. Tetradenia herbacea
29. Tetradenia hildeana
30. Tetradenia hildebrandtii
31. Tetradenia hypophaea
32. Tetradenia isaloensis
33. Tetradenia japonica
34. Tetradenia kawakamii
35. Tetradenia kedahensis
36. Tetradenia konishii
37. Tetradenia kotoensis
38. Tetradenia lanuginosa
39. Tetradenia latifolia
40. Tetradenia longifolia
41. Tetradenia melchioriana
42. Tetradenia minor
43. Tetradenia mollissima
44. Tetradenia nakaii
45. Tetradenia nervosa
46. Tetradenia novo
47. Tetradenia obovata
48. Tetradenia ohbana
49. Tetradenia parvigemma
50. Tetradenia pseudo
51. Tetradenia pubescens
52. Tetradenia riparia
53. Tetradenia stenophylla
54. Tetradenia umbrosa
55. Tetradenia uniflora
56. Tetradenia variabilissima
57. Tetradenia zeylanica